# Château de Celorico da Beira
Le château de Celorico da Beira est une fortification militaire médiévale située dans la freguesia de Celorico (pt), sur le territoire de la municipalité de Celorico da Beira (district de Guarda, Portugal),.
Construit sur une colline de granite, au pied de la Serra da Estrela, en position dominante sur la ville et le fleuve Mondego, du haut de ses murs on peut voir le château de Linhares da Beira voisin (au sud-ouest), le château de Guarda (au sud-est), le château de Trancoso (au nord), le parc naturel de la Serra da Estrela (au sud) et la rivière Coa (à l'est).
Il est classé Monument national depuis 1910.

## Historique
La plus ancienne occupation humaine du site est obscure, bien qu'on pense qu'elle remonte à un castro préhistorique sur une colline. Selon la légende , la colonie a été fondée par Brigo, le quatrième roi d' Hispanie, en 1091 av. J.-C.. D'autres auteurs, comme Pinho Leal ( 1872 ), pensent qu'elle a été fondée par les Turduli, vers 500 av. J.-C., alors qu'elle s'appelait Celióbriga.
On pense que sa fortification remonte à l'époque romaine, d'après une inscription latine découverte en 1635, dont l'emplacement est actuellement inconnu. Elle mentionne les noms des capitaines romains Nigro, Servius et Junius, sous le règne de l'empereur Auguste (27 av. J.-C. – 14 apr. J.-C.).

### Le château médiéval
Occupé par les Musulmans lors de la Reconquête chrétienne de la péninsule Ibérique, sous le règne de Alphonse Ier (1112-1185), il fut conquis par Dom Moninho Dola. Afin de favoriser son peuplement et sa défense, le souverain lui accorda une charte, confiant à l'Ordre des Templiers la direction des travaux de reconstruction du château.
Il a certainement connu le même sort que sa voisine Trancoso, pillé lors de l'offensive musulmane de 1140, qui avait déjà rasé le premier château de Leiria. Il a également été sauvé par les forces du roi Alphonse Ier, qui, après avoir repoussé les assaillants, a ordonné la reconstruction des défenses et du château de Trancoso. À cette époque, cette frontière de Beira comprenait, outre Trancoso, les châteaux de Celorico da Beira et de Linhares da Beira .
En 1198, il fut assiégé par les troupes du roi Alphonse IX, dans le cadre des hostilités contre le roi Sanche Ier (1185-1211). EIl fut sauvé par les habitants du château de Linhares, sous le commandement du maire D. Rodrigo Mendes lui-même, frère du maire de Celorico, Dom Gonçalo Mendes.

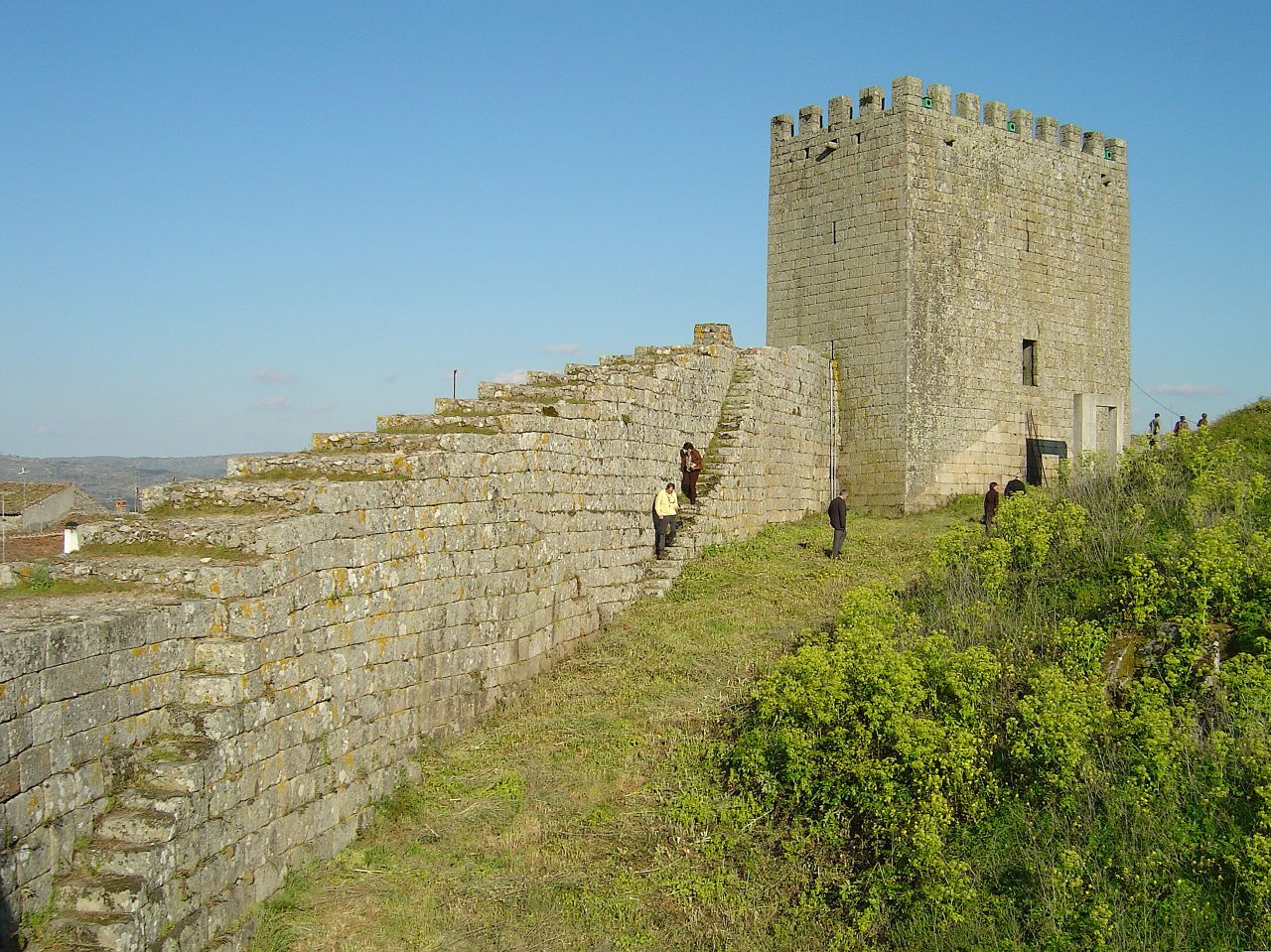

La charte de Celorico da Beira fut confirmée par le roi Alphonse II (1211-1223) en 1217. Son successeur, le roi Sanche II (1223-1248), étendit ses défenses. Son maire, Fernão Rodrigues Pacheco, ayant juré fidélité au souverain portugais, subit le siège que lui imposèrent les troupes du comte de Bologne (1246). L'événement se répéta lors de la crise portugaise de 1383-1385, lorsque les forces castillanes, envahissant le Portugal, traversèrent Celorico da Beira et attaquèrent son château (1385).
Au cours du XIVe siècle, le château subit des travaux de modernisation et de renforcement sous le règne du roi Denis Ier (1279-1325), sous le roi Ferndinand Ier (1367-1383) et, au XVe siècle, sous le roi Manuel Ier (1495-1521). Ce souverain accorda à la ville une nouvelle charte le 1er juillet 1512. La construction d'un chemin de ronde reliant la ville au Poço d'El Rei daterait de cette époque.
Dans le contexte de la Guerre de Restauration de l'Indépendance, des réparations furent effectuées et un bastion adapté aux tirs d'artillerie moderne fut érigé.
Le père Carvalho da Costa, en 1712, a déclaré que Dom Manuel avait fait don de la ville à son tuteur, Dom Diogo da Silva, 1er comte de Portalegre, restant dans cette famille jusqu'à la mort de Dom João da Silva, marquis de Gouveia, lorsqu'elle est revenue en possession du royaume de Portugal
En 1762, avec Manuel Caetano Lopes de Lavre comme maire, elle fut attaquée, pillée et saccagée par les troupes espagnoles.

### De la guerre d'indépendance à nos jours
Au début du siècle suivant, pendant la guerre d'indépendance espagnole, il servit de caserne aux troupes. En 1810, il servit de caserne aux troupes luso-britanniques, qui maintenaient également un hôpital de campagne dans les locaux de l'église Santa Maria toute proche.

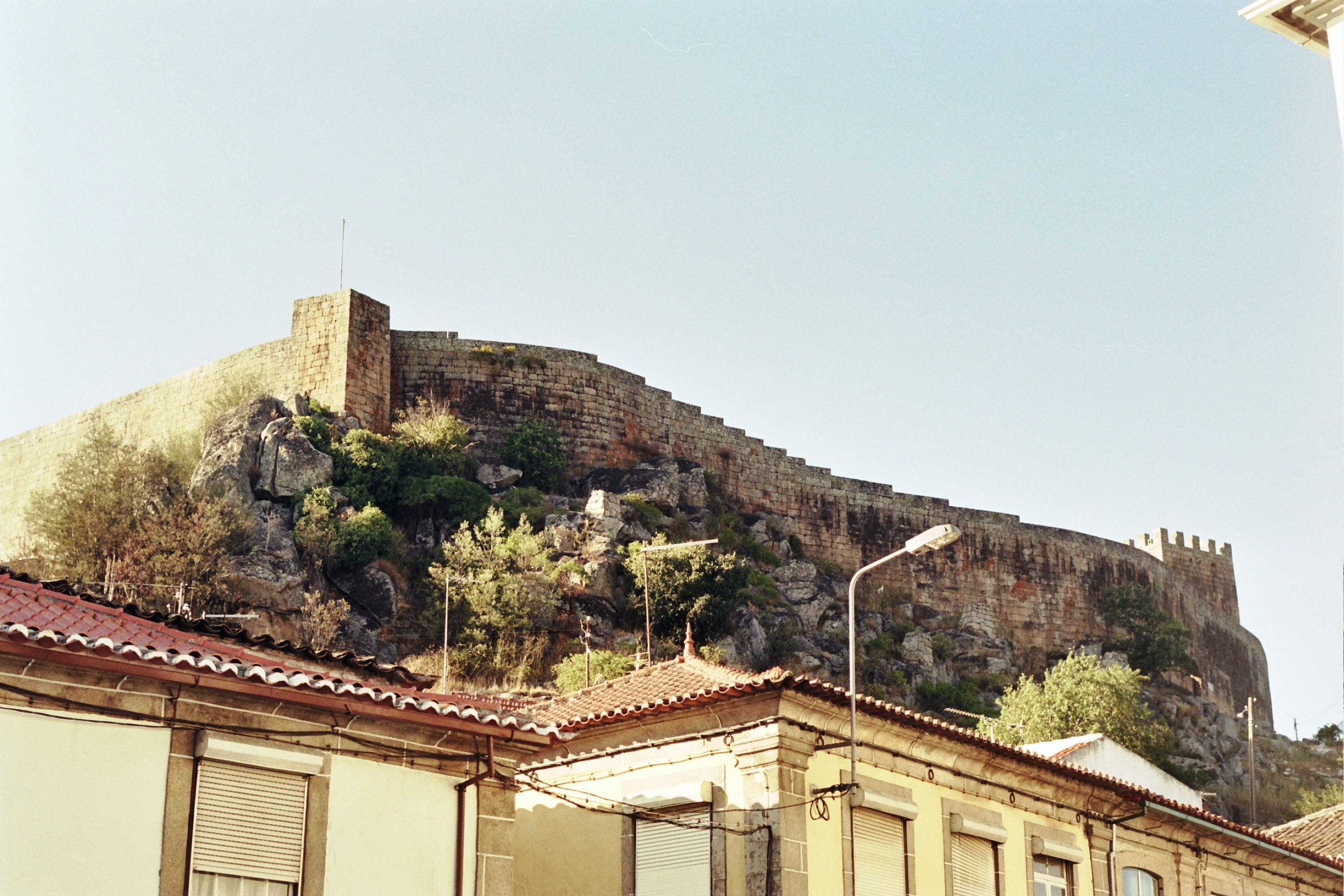

Avec la paix, face à la croissance du tissu urbain, plusieurs structures défensives furent progressivement démolies tout au long du XIXe siècle, comme l'enceinte extérieure, le donjon et même une partie des murailles du château, dont les pierres furent vendues par la mairie pour des travaux de pavage (1835). Le chemin de ronde fut également démoli (1857).
Au XXe siècle, le château fut classé Monument National par décret du 16 juin 1910. Entre 1936 et 1941, la Direction Générale des Bâtiments et Monuments Nationaux (DGEMN) réalisa les premiers travaux de consolidation et de restauration, qui furent renouvelés lors de la campagne 1972-1973, au cours de laquelle, entre autres travaux, fut restauré le donjon actuel. Enfin, en 1981-1982 et 1986, cet organisme réalisa des travaux liés à l'éclairage extérieur du monument. Plus récemment, entre 1996 et 2001 , l'Institut Portugais du Patrimoine Architectural (IPPAR) réalisa des relevés archéologiques et des travaux de mise en valeur.
Bien que les remparts de la ville, disparus depuis le XVIIIe siècle, n'existent plus et qu'il ne reste que la Tour de l'Horloge, on peut encore voir l'enceinte fortifiée du château, délimitant la citadelle, renforcée à l'ouest par des tourelles. Le sommet du mur est percé de créneaux et, dans ses panneaux, deux portes communiquent avec la partie historique de la ville.

## Caractéristiques

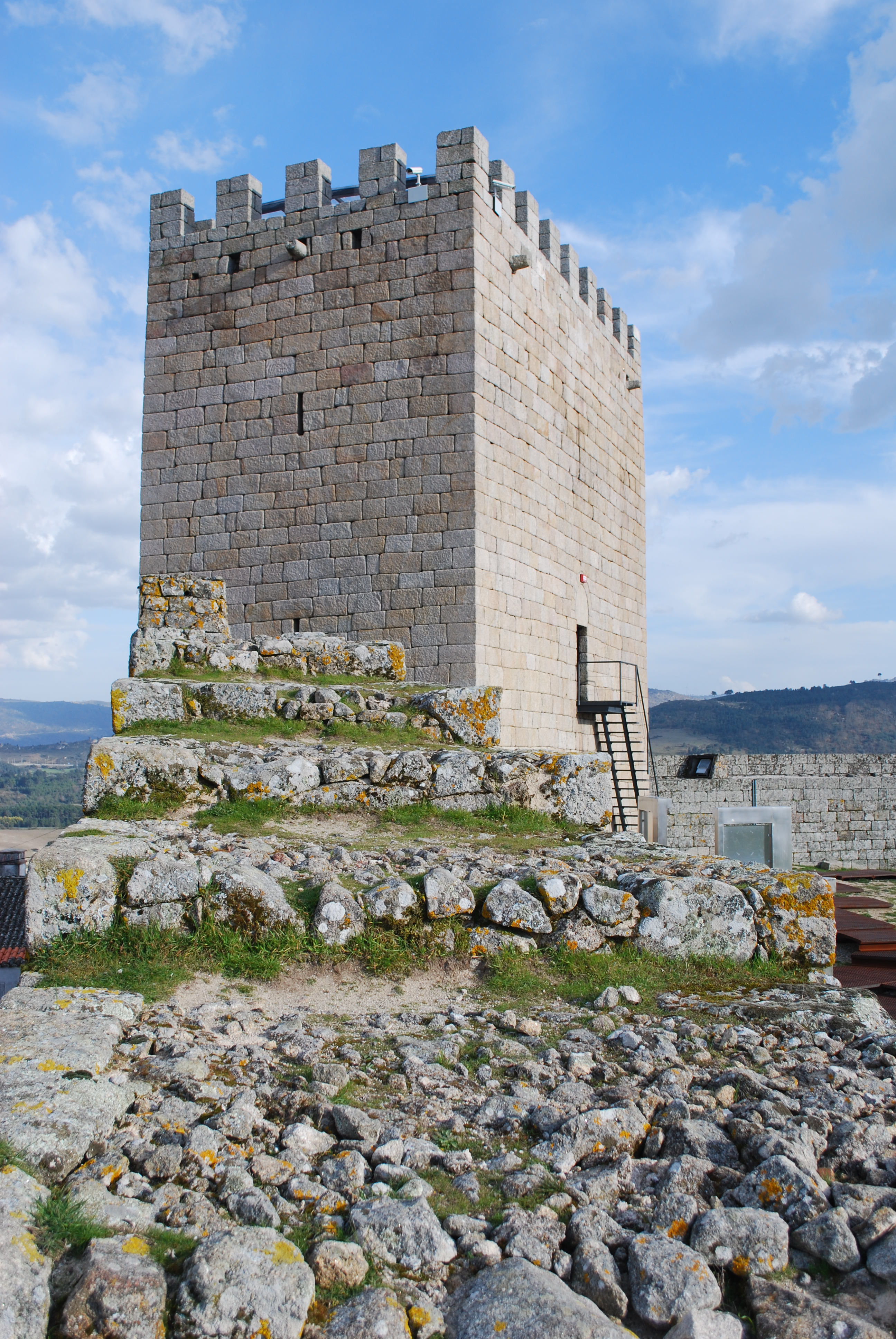
Le donjon.

Ce château de montagne, construit à 550 m  d'altitude, présente un plan ovale irrégulier, présentant des éléments des styles roman et gothique. Les murs, dépourvus de merlons, conservent le chemin de ronde et les escaliers d'accès, et sont ponctués de deux portes : la porte principale au sud et la Porta da Traição à l'ouest. Les deux portes sont en arcs plein cintre, couvertes d'une voûte en berceau brisé, conservant les gonds en pierre, et reliant la partie historique de la ville.
Sans fossé, le complexe présente également, adossés extérieurement à la partie ouest du mur, deux tours semi-circulaires, l'une avec un plan quadrangulaire irrégulier et l'autre avec un plan trapézoïdal irrégulier, tous deux également sans merlons.
À l'intérieur, à l'angle sud-est de la citadelle, se dresse ce que l'on appelle aujourd'hui le donjon, un bâtiment quadrangulaire de trois étages, coiffé d'un toit crénelé , abaissé à quatre pans et décoré de gargouilles. En raison de sa disposition et de ses caractéristiques constructives, certains auteurs affirment qu'il s'agit du donjon d'origine. D'autres, au contraire, affirment qu'il s'agissait d'une autre tour, démolie au XIXe siècle, qui se dressait au centre de la place d'armes, au-dessus de la citerne . Cette tour restante a sa façade principale côté sud, accessible au niveau du deuxième étage par une porte en arc droit, surmontée d'un arc en plein cintre. À l'intérieur, les étages et leurs escaliers d'accès respectifs sont en bois.